# Carl Johan Adlercreutz

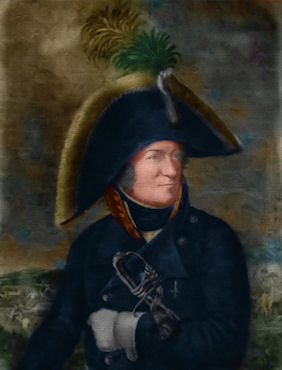
Carl Johan Adlercreutz

Carl Johan Adlercreutz (27 de abril de 1757 - 21 de agosto de 1815) foi um general e estadista sueco (finlandês). 

## Vida
Nascido em Borgå, Finlândia em propriedades familiares. Entrando no exército sueco aos 13 anos na Brigada de Cavalaria Ligeira Finlandesa, ele estava presente quando Gustavo III lançou seu golpe de estado. Ele estudou teoria militar em Estocolmo.
Em 1777 juntou-se à Brigada Savolax protegendo a fronteira finlandesa contra a agressão russa. Adlercreutz entrou em ação pela primeira vez na Guerra Russo-Sueca de 1788-1790, onde se destacou. Foi promovido a Major em 1791 e a Comandante de Esquadrão em 1792. Durante o motim de Anjala manteve-se fiel ao Rei, resistindo à guerra com a Rússia, depois participou nos julgamentos contra os conspiradores. Ele foi posteriormente nomeado o comandante dos Dragões de Nyland, mantendo este cargo até 1804, quando foi feito Ofverste (Coronel-em-Chefe) do recém-criado Regimento Adlercreutz.